# X-Men

Logo X-Men.

X-Men je fiktivní tým superhrdinů z komiksových příběhů, vydávaných společností Marvel Comics. Byl vytvořen tvůrčím duem, které tvořili Stan Lee a Jack Kirby. První příběh The X-Men #1 byl vydán v září 1963.
První tým dal dohromady Profesor Xavier a tvořili ho Cyclops, Iceman, Angel, Beast a Marvel Girl. X v názvu představuje speciální gen, zvaný gen X, kterým se mutanti liší od obyčejných lidí, tím, že jim dává zvláštní schopnosti.
Mutanti jsou ve vesmíru Marvel Comics diskriminováni za to, že se geneticky odlišují od většinové populace. Konflikt mezi mutanty a nemutantskými osobami ve vesmíru Marvel Comics byl mnohokrát přirovnán k boji za práva menšin, například k boji za práva LGBTQIA+ lidí, Afroameričanů, etnických i politických menšin. Komiksy, animované seriály a filmy o X-Menech nesou řadu metafor k situacím z reálného světa (například perzekuce komunistů, socialistů a anarchistů v rámci rudého zděšení, holokaust, homofobie, rasismus).

## Vydání

### 60. léta
První číslo komiksu bylo vydáno v září 1963. Prvním a zároveň po celou historii nejvýznamnějším nepřítelem se stal Magneto a jeho Bratrstvo zlých mutantů, které zprvu tvořili mutanti jako Mastermind, Quicksilver, Scarlet Witch a Toad. Tématem byl tradiční boj mezi dobrem a zlem. Později přibyla sociální témata předsudků a rasismu. Magneto nenávidí lidskou rasu, protože se domnívá, že segregují a omezují mutanty, kteří by měli být nadřazení. Později (v roce 1980) bylo oznámeno, že Magneto v mládí přežil pobyt v nacistickém koncentračním táboře. Jeho dva hlavní následovníci Quicksilver a Scarlet Witch byli Romové. V šedesátých letech však v prodeji komiks zaostával za jinými marvelovskými tituly jako např. Avengers. Roku 1969 proto příběhy začali tvořit Roy Thomas a Neal Adams. Ti vytvořili nové dvě postavy, a to Havoka a Polaris. I tyto příběhy však komerčně neuspěly a série byla zastavena číslem 66.

### 70. léta
Série byla oživena rokem 1975, kdy byl vydán titul Giant-Size X-Men #1, který vytvořili Len Wein a Dave Cockrum. To vedlo k oživení série, která se nově jmenovala Uncanny X-Men a začala s číslem 94 (čísla 67-93 byly reedice původních vydání). Stejně tak byl představen nový tým X-Men. Tvořili ho Cyclops (vůdce týmu), Colossus (původem ze Sovětského svazu), Nightcrawler (ze Západního Německa), Storm (z Keni) a Thunderbird (s apačskými kořeny). Brzy přibyli i Banshee (z Irska), Sunfire (z Japonska) a Wolverine (z Kanady) a Jean Grey (jako Phoenix). Tuto sérii psal Chris Claremont a ilustroval Dave Cockrum a později John Byrne. Série se setkala s úspěchem komerčně i z pohledu kritiků. Postupně se objevily i charaktery jako Amanda Sefton, Multiple Man, Mystique a Moira MacTaggert.

### 80. léta
80. léta začala s nejznámější dějovou linií "Dark Phoenix Saga". Kde se Jean Grey objevila jako Dark Phoenix. Následovaly i další úspěšné dějové linie jako "Days of Future Past", "The Trial of Magneto" nebo "X-Men: God Loves, Man Kills". Na počátku 80. let byly nejprodávanějším titulem od Marvelu. Úspěch znamenal vytvoření mnoha spin-off minisérií, které získaly souhrnný název "X-Books" (např. The New Mutants, Alpha Flight, X-Factor, Excalibur a Wolverine). Během 80. let i nadále příběhy psal Claremont, v roli kreslířů se vystřídali Paul Smith, John Romita, Jr. a Marc Silvestri. Také přibyly nové charaktery jako Kitty Pryde/Shadowcat, Dazzler, Forge, Longshot, Psylocke, Rogue, Rachel Summers/Phoenix a Jubilee.

### 90. léta
V 90. letech začala být vydávána i druhá hlavní série, prostě nazvaná X-Men. Scénář psal Chris Claremont a první číslo ilustroval Jim Lee. Tohoto čísla se prodalo na tři miliony kusů a tím se stalo nejprodávanějším komiksovým sešitem. Další minisérií byla X-Force. Po šestnácti letech opustil Claremont práci na X-Menech a to číslem X-Men #3. Poté psal několik čísel John Byrne než ho nahradil Fabian Nicieza a Scott Lobdell. I během 90. let přibyly další minisérie X-Books, jako "The X-Tinction Agenda" (1990), "The Muir Island Saga" (1991), "X-Cutioner's Song" (1992), "Fatal Attractions" (1993), "Phalanx Covenant" (1994), "Legion Quest"/"Age of Apocalypse" (1995), "Onslaught" (1996) a "Operation: Zero Tolerance" (1997). Novými charaktery byly Cable, Bishop a Gambit. Vlástní sérii získal Deadpool.

### Po roce 2000
Po roce 2000 se vrátil Claremont, ale psal především minisérii X-Treme X-Men. Hlavní série X-Men se přejmenovala na New X-Men a jejím hlavním autorem se stal Grant Morrison. Novými charaktery byly Chamber, Emma Frost, Husk, Northstar, Armor, Pixie, a Warpath. Také začala být vydávána třetí hlavní série nazvaná Astonishing X-Men, kterou napsal Joss Whedon. Také byly vydány crossovery Messiah Complex a Messiah War.
Od relaunche Marvelu v roce 2012 pod názvem Marvel NOW!, byla většina sérií restartována a znovu vydávaná. Nové série tak byly: X-Men vol. 4 (scénář Brian Wood), Uncanny X-Force vol. 2 (scénář Sam Humphries), All-New X-Factor vol. 1 (scénář Peter David), Uncanny X-Men vol. 3 (scénář Brian Michael Bendis), X-Men: Legacy (scénář Simon Spurrier) a mnohé další včetně sólových sérií.
V roce 2015 došlo k eventu Secret Wars a vesmír Marvel byl znovu restartován. Od prvních čísel tak začaly v rámci All-New, All-Different Marvel vycházet série: All-New Wolverine vol. 1 (scénář Tom Taylor), All-New X-Men vol. 2 (scénář Dennis Hopeless), Extraordinary X-Men vol. 1 (scénář Jeff Lemire), Old Man Logan vol. 2 (scénář Jeff Lemire), Uncanny X-Men vol. 4 (scénář Cullen Bunn) či X-Men '92 vol. 2 (scénář Chris Sims a Chad Bowers).
V roce 2019 započala tituly House of X a Powers of X od scenáristy Jonathana Hickmana nová éra x-menovských komiksů, v nichž mutantské elity v čele s profesorem Xavierem a Magnetem založily mutantský národní stát na ostrově Krakoa. Tato příběhová linie skončila v roce 2024.

## Mutanti
Mutanti, „odborně“ zvaní Homo Superior, mezi které X-Meni patří, jsou dalším vývojovým krokem v linii lidstva. Kvůli evolučnímu skoku se u nich objevil mutační gen X, který způsobuje, že se rodí s různorodými nadlidskými schopnostmi. (Tím si Stan Lee zajistil nevyčerpatelnou zásobu superhrdinů bez nepravděpodobného opakování nehod a jiných předtím obvyklých způsobů.) Tyto schopnosti se ale obvykle začínají projevovat až v období puberty, kdy dochází ke zvýšení hladiny hormonů a emocí.
Protivníky X-Menů bývají dost často jiní mutanti, tradičně pak Bratrstvo (Brotherhood of Mutants) pod vedením Magneta, někdejšího dobrého přítele Charlese Xaviera vedoucího X-Meny.
Magneto se domnívá, že nenávist lidí k mutantům je neodstranitelná a že může vést jen ke dvěma výsledkům: zničení mutantů nebo zničení lidí – a pochopitelně volí zničení lidí. Xavier naopak myslí, že lidé a mutanti mohou žít vedle sebe. Proto zřídil školu pro nadanou mládež, která současně slouží jako zástěrka pro tréninkové centrum X-Menů. Finance pro zázemí svého týmu by měl mít díky nesmírnému dědictví.
Jeden z důvodu existence X-Menů je tedy právě chránit lidi a sebe zároveň. Mezi protivníky patří ale i o mimozemské formy života (X-Meni si tedy užijí i cesty vesmírem), čarodějové nebo nadpřirozené bytosti (démoni). Některé díly X-Menů tedy vypadají spíše jako fantasy.
Ve filmech (v komiksových legendách následující události nejsou vůbec pravdivé) se mutanti rozdělovali podle svých schopností do tzv. stupňů 1–5.
Stupeň 1: Ve třetím díle filmu to byli podle Magneta tzv. pěšáci, kteří za něj bojovali na konci filmu. Stupeň 1 ovládá například jen akrobacii nebo prostě jen jednu schopnost jednoho druhu.
Stupeň 2: Magnetovi pomocníci ve třetím filmu (Juggernaut atd.)
Stupeň 3: Větší skupina. Z party X to je například Storm apod. Z Bratrstva je to například Pyro. Stupeň 3 už může napáchat ničivou škodu (například Pyro podpálil budovu).
Stupeň 4: Profesor X, Magneto. Patří zde např. i Wolverine (Logan) a to díky jeho schopnosti regenerace, která ho dělá prakticky nesmrtelným až na výjimky (např. dotyk od Rogue).
Stupeň 5: Mutant dokáže napáchat plošnou škodu v celém okolí pouhým mávnutím ruky. Z filmu jsou známi Jean, která dokázala své schopnosti mít pod kontrolou (stupeň 3), ale její temná stránka Phoenix, která zabila Xaviera, Cyclopa a málem i Wolverina, se řadí jako nejničivější stupeň, stupeň 5, a Iceman, který dokáže své schopnosti rozvíjet téměř až na hranici nemožného.

## Nejznámější X-Meni
Vzhledem k rozrůstající se mutantské rodině se původní tým nejen přetvořil, ale i několikrát rozdělil a znovu dával dohromady, na postech vůdců se vystřídala řada osob. Kromě X-Menů formují mutanti další skupiny a přechází z jedné do druhé, někdy i mění strany.

### Profesor X
Profesor X, vlastním jménem Charles Xavier, je telepat, dokáže také zpomalit či zcela zastavit pohyb molekul, což se projevuje nehybností objektů. V mnoha číslech komiksů bylo řečeno, že patří k největším mozkům planety. V mládí býval velkým sportovcem. Když se objevily jeho mutantské schopnosti, začal cestovat po světě a šířit svou vizi o vztazích mezi mutanty a lidmi. Během svých cest navštívil čerstvě ustanovený stát Izrael, kde se seznámil s Erikem Lensherrem, židovským mužem, který přežil vyhlazovací tábor Osvětim. Rychle se sblížili, protože Xavier pochopil, že má v Lensherrovi sblíženou mysl. Když během záchranné akce oba použili své schopnosti, Lensherr (Magneto) dospěl k názoru, že lidstvo bude k mutantům přistupovat stejně jako Němci k Židům během druhé světové války. Tím se jejich cesty rozdělily a stali se z nich nepřátelé. Xavier poté odcestoval do Tibetu, kde bojoval s Luciferem (mimozemšťanem, který chtěl ovládnout svět) a utrpěl zranění páteře, které ho upoutalo na invalidní vozík. Ve třetím díle filmu zemře, zabije ho Phoenix svými ničivými schopnostmi, avšak na konci procitne osoba z kómatu a ukáže se, že je to Profesor X. Ve filmové sérii jej ztvárnili Patrick Stewart a James McAvoy.

### Phoenix
Phoenix, vlastním jménem Jean Grey, původně Marvel Girl (později si tak říká i její a Scottova dcera Rachel) – je telepat a telekinetik. V průběhu série získává až božské schopnosti, stává se jednou z nejobávanějších entit v celém vesmíru. Její příběh patří mezi nejzásadnější a podle kritiků i k nejlepším v celém vesmíru Marvel komiksů. Ve filmu je nakonec zabita Wolverinem, ve snímku X-Men: Budoucí minulost se ovšem vlivem změny toku času opět objevuje na konci filmu.

### Jean Grey
Jean Grey, převtělený Phoenix, je telekinetička a telepatka. Měla zemřít ve 2. díle zfilmované trilogie X-Menů, ale ve třetím díle se záhy objeví po návštěvě Scottem jezera Alcali. Jean přežila jen díky Phoenixovi. Jean má prakticky neomezenou moc, proto u ní Profesor X v dětství vytvořil psychické bariéry, které měly její moc oddělit od její mysli, v důsledku toho došlo k rozdvojení její osobnosti – zrodil se Phoenix, zcela neovladatelná bytost plná touhy, radosti a hněvu. Jean dokáže pomocí své telekinetické síly cokoliv hmotného rozložit na molekuly, které následně rozpojí do atomů a až neviditelných protonů. Phoenix byla zabita Wolverinem na konci třetího dílu. Ve filmech ji ztvárnily Famke Janssen a Sophie Turner.

### Wolverine
Wolverine (anglický název pro rosomáka sibiřského) – říká si Logan a jeho jméno je James Howlett. Jeho schopností je regenerace, která ho dělá prakticky nesmrtelným, a zesílené smysly (přinejmenším čich). Jeho kostra je vyztužena adamantiem. Kromě zvýšené fyzické odolnosti mu adamantium dává tři ostré „drápy“ (dlouhé asi 30 cm) vysouvané ze hřbetu pěsti každé ruky. V případech, kdy adamantium neměl, má místo nich drápy kostěné. Patří mezi nejoblíbenější z X-Menů a má i vlastní sérii komiksů, která na rozdíl od podobných pokusů u jiných členů týmu vychází již přes dvacet let. Ve filmech, v nichž ho ztvárnil australský herec Hugh Jackman, je také zachyceno, že Wolverine nemá rád létání, protože se mu při něm dělá nevolno.

### Storm
Storm, vlastním jménem Ororo Munroe dokáže ovládat počasí, včetně vytváření blesků nebo létání na principu nadnášení větrem. Její rodiče zemřeli během pobytu v Káhiře, kdy na dům, ve kterém se skrývali dopadlo sestřelené letadlo. Storm se zasypaná probrala, jako jediná přežila. Od té doby trpěla akutní klaustrofobií. Několik let se toulala po ulicích Káhiry a stala se jednou z nejlepších zlodějek. Putovala na jih přes Saharskou poušť, zpět do domoviny její matky. Během cesty se v ní probudily její mutantská schopnost ovládat počasí. Byla přijata jako „bohyně“ jedním z domorodých kmenů v Keni, kde ji posléze objevil Profesor X. Ve filmech byla Storm ztvárněna herečkami Halle Berry a Alexandrou Shipp.

### Nightcrawler
Nightcrawler, vlastním jménem Kurt Wagner, syn Mystique a démona Azazela. Jeho schopností je teleportace a je velmi nadaným akrobatem. Objevuje se ve 2. díle X-Menů (zde jej ztvárnil herec Alan Cumming), a jeho mladší verze (zahraná Kodim Smit-McPhee) ve filmech X-Men: Apocalypsa a X-Men: Dark Phoenix.

### Iceman
Iceman, vlastním jménem Robert „Bobby“ Drake dokáže vytvářet led. V prvních číslech měl tělo pokryté sněhem, ale autoři si asi uvědomili, že vypadá poněkud směšně a proto se po prvním boji se Sentineli „promrazil“ až k brnění z ledu. Vystupuje jako klasický třídní klaun, je nezodpovědný, vtipkuje, i když je to nevhodné. Poté, co se jeho těla zmocní Ema Frost (White Queen), zjistí, že svojí sílu nikdy nedokázal využít úplně a začíná trpět méněcenností. Což ale po několika číslech komiksu překoná a s pomocí ostatních X-Menů získá nové, pro něj z počátku netušené schopnosti. V komiksech byl v roce 2015 Iceman vyoutován jako gay. Ve filmech ho ztvárnil Shawn Ashmore.

### Beast
Beast si také říká Dr. Henry „Hank“ McCoy. Má zvětšenou sílu, obratnost a posílené smysly. V původním týmu zastával pozici šaška, který dokáže vtipkovat i v té nejvypjatější situaci. Kromě toho je největší vědeckou kapacitou v oblasti aplikované genetiky X-Menů. Výsledkem pokusu, který provedl na sobě samém, porostl modrými chlupy. Filmovou verzi Beasta zahráli Kelsey Grammer a Nicholas Hoult.

### Shadowcat
Shadowcat, vlastním jménem Katherine „Kitty“ Pryde dokáže nejen procházet zdí, ale může odfázovat i jiné předměty - třeba i celé letadlo. Při fázování poškozuje elektroniku. Do týmu se přidala už jako čtrnáctiletá, zamilovala se do Colossuse a Storm přijala jako svoji novou matku, protože její rodiče se v té době rozváděli. Během jedné z mnoha cest do vesmíru získala malého dráčka, kterému začala říkat Lockheed. Při útěku do Japonska, když se pokoušela pomoci Wolverinovi, ji unesl démonický ninja Ogun, magickými prostředky ji změnil na batole a vycvičil z ní svého nástupce. Ve dvou dílech filmové série hrála Shadowcat Elliot Page. 

### Rogue
Rouge – její jméno je Marie (příjmení neznámé); v komiksech v X-treme X-Men a The End však používá jméno Anna Raven. Dokáže dočasně získat schopnosti jiného mutanta. Kromě toho získává i jeho vzpomínky a pocity. Ve většině případů pak měla navíc trvale ukradené schopnosti Ms. Marvel, jedné z Avengers – tedy létání a nadlidskou sílu. Ve filmu a seriálu X-Men: Evolution se to neobjevilo – kromě „vidění“ profesora Xaviera v „epilogu“ X-Men: Evolution (V kresleném seriálu ji adoptovala Mystique). Ve čtyřech dílech filmové série ji hrála Anna Paquin.

### Gambit
Gambit, vlastním jménem Remy Etienne LeBeau. Gambit patří k etnické minoritě „Cajunů“, což jsou frankofonní obyvatelé Louisiany. Jeho schopností je přeměnění polohové energie na pohybovou, tedy umí nabíjet věci, díky čemuž následně explodují. Má s sebou vždy balíček karet (oblíbené projektily) a hůl z adamantia. Původně zloděj se přidal k X-Menům díky svému přátelství se Storm. A vydržel jenom díky své lásce k Rogue, která je neustále zkoušena, protože se oba zamilovaní nesmí jeden druhého dotknout. Ve filmu X-Men Origins: Wolverine si Gambita zahrál Taylor Kitsch. 

### Cyclops
Cyclops, vlastním jménem Scott Summer, je X-Menem, z jehož očí vychází neustále ničivý paprsek, který považuje za své prokletí. Profesor Xavier zjistil, že se paprsek dá odstínit speciálními brýlemi z rubínu. Má mladší bratry Alexe (Havok) a Gabriela (Vulcan). Vyrostl spolu se svým bratrem v sirotčinci, protože se předpokládalo, že jeho rodiče zahynuli při letecké nehodě. Ukázalo se, že byli uneseni mimozemšťany, jeho matka byla před očima otce obětována. Otec se stal vesmírným pirátem, Corsairem. Sen Charlese Xaviera pokládá za důležitější než svůj vlastní život, dalo by se říci, že kromě jeho milované Jean neexistuje nic důležitějšího pro něj, než mírumilovné soužití mezi mutanty a lidmi. Ve třetím díle filmu umírá zabit Jean – její temnou stránkou, Phoenixem. Avšak ve filmu X-Men: Budoucí minulost se vlivem změny času zase objevuje a je živ, stejně jako Jean (Phoenix). Ve filmové sérii hráli Cyclopse tři herci: James Marsden, Tim Pocock a Tye Sheridan.

### Angel
Angel, vlastním jménem Warren Worthington III, jeho původní vlastností jsou andělská křídla, která mu umožňují létat. Díky výcviku, který získal během působení v týmu, se vyznačuje také nadlidsky rychlými reakcemi. Dědic obrovského průmyslového impéria se během puberty, když mu vyrostla křídla, rozhodl stát hrdinou, Avenging Angelem, pak ho objevil profesor Xavier a požádal ho, jestli by se nepřidal do jeho nového týmu. Během svého hostování v týmu X-factor je zrazen svým přítelem z dětství a zdánlivě umírá, aby byl přetvořen mutantem jménem Apocalypse. Stává se z něj Archangel, modrý anděl smrti s kovovými křídly, která umí vystřelovat jednotlivá pera jako projektily. Objevil se ve filmu X-men: Poslední vzdor, kde ho hrál Ben Foster.

### Bishop
Bishop je jedním z mnoha cestovatelů v čase v Marvel vesmíru. V jeho světě je sen Charlese Xaviera uctíván jako náboženství, členové týmu jsou považováni téměř za světce a mučedníky, kteří obětovali svůj život aby byl sen zachován. Do přítomnosti týmu X-Men přichází jako soupeř, který je považuje za své nepřátele z budoucnosti. Po smrti jeho přátel ho profesor X přijímá do týmu, navzdory radám ostatních členů, kteří považují jeho metody za příliš radikální. Má schopnost pohltit energetický výboj (ať už schopnost jiného mutanta nebo výstřel z energetické zbraně), uložit ho ve svém těle, transformovat ho, nebo ho vystřelit jako svůj vlastní. Ve filmu X-Men: Budoucí minulost hrál Bishopa francouzský herec Omar Sy.

### Banshee
Sean Cassidy se narodil jako dědic hradu a panství Cassidy Keep v Irsku. Absolvoval Trinity College v Dublinu a nastoupil jako detektiv Interpolu. Oženil se, získal hodnost inspektora a ačkoli věděl o svých mutantních schopnostech, držel je v tajnosti i před Interpolem. Nicméně o Cassidyho schopnostech věděl jeho bratranec Black Tom Cassidy, který byl sám mutant. Tito dva byli soupeři, zejména pak co se týká Seanovy ženy Maeve Rourke, o kterou Black Tom usiloval. Hlasem vytváří silné zvukové vlny různých efektů. Má omezenou psionickou schopnost, která funguje pouze v souzvuku s jeho zvukovým výkonem. Svoje schopnosti používá k letu, aby rozbil pevné objekty, lidské bytosti může dočasně dostat do hypnotického transu, nebo způsobit bezvědomí. Ve filmu X-Men: První třída hrál Bansheeho Caleb Landry Jones.

### Cable
Jako dítě byl Cable unesen do dimenze Limbo plné démonů, aby byl obětován. Cable byl zachráněn skupinou X-Men a X-Factor. Brzy po jeho záchraně byl Cable napaden techno-organickým virem mutanta Apocalypse. Virus se mu podařilo zpomalit svými schopnostmi. Člen klanu Askani ze 40. století cestoval časem zpět do 20. století a přesvědčil Cyclopse, aby s nimi poslal svého syna Nathana (Cable) do jejich doby. Ve 40. století už byl hotov lék proti techno-organickému viru a Cable měl zároveň pomoci v boji proti Apocalypsovi. Má obrovskou sílu a uzvedne až 10 tun. Také ovládá telepatii a telekinezi a ovládá různé formy boje a střelné zbraně. Ve filmu Deadpool 2 ho hrál Josh Brolin, kde byl cestovatelem z budoucnosti. 

### Colossus
Colossus, vlastním jménem Piotr Nikolaievitch Rasputin, je mutant se schopností proměnit svou kůži ve speciální ocel. To mu propůjčuje vlastnosti jako nadlidskou sílu, obrovskou odolnost (až nezničitelnost), ale také to snižuje jeho rychlost a pohyblivost.
Ve své obrněné formě má Colossus nadlidskou sílu, která mu dovolí stisk 100 tun. V této podobě je bezbranný vůči magnetické manipulaci. Nemá žádnou potřebu jíst, dýchat a pít. Je vysoce imunní vůči rozdílům tepla a chladu. Odolá také vysokému elektrickému napětí a energetickým útokům. Colossus je velmi šlechetný a obětavý. Pomohl by každému, kdo by to potřeboval. Filmovou verzi Colossuse hrál v původní sérii Daniel Cudmore a v Deadpoolově sérii Piotra ztvárnil Andre Tricoteux. 

### Deadpool
Deadpool, Wade Wilson, se dokáže regenerovat a je to mistr bojových umění. Stal se z něj žoldák specializovaný na vraždy na objednávku, zabíjel ale jen ty, kteří si to podle něj zasloužili. O jeho žoldnéřských aktivitách není uvedeno moc informací, během jeho akcí v Tangeru v Maroku se zamiloval do ženy jménem Francine. Poté, co se s ní rozešel, odjel do Asie a v Japonsku byl najat šéfem kriminálníků, který si říkal Boss, aby pronikl do skupiny bojovníků sumo, které vlastnil Bossův konkurent Oyakata. Wilson strávil tři roky jako Oyakatův služebník, poté se zamiloval do jeho dcery Sazae. Když Boss nařídil Oyakatovu vraždu, tak Wilson úplně poprvé odmítl úkol a vrátil se do USA. V Americe se zamiloval do pubertální prostitutky Vanessy Carlysle, s kterou snil o lepším životě. Později ho najaly organizace ze Středního Východu, aby zabil agenta britské vlády Altheu, známého jako Slepý Al, ale naneštěstí mu Al utekl, když povraždil jeho spolupracovníky. Lidé, kteří si Wilsona najali, se mu chtěli za jeho selhání pomstít a pokusili se zabít Vanessu, tu ale zachránila Zoe Cullodenová. Cullodenová celou dobu měla Wilsona v hledáčku pro případ, že by byl potenciální hrozbou pro svět. Wilson později dostal rakovinu a rozešel se s Vanessou, jelikož nechtěl, aby měla vztah s umírajícím mužem. Wilson odjel do Kanady, kde dostal nabídku od kanadského „Oddělení K“ – speciální kanadské vojenské divize, která navíc aplikovala do Wolverinovy kostry adamantium – aby se přidal k programu „Zbraň X“ výměnou za vyléčení rakoviny. Aplikovali Wilsonovi Wolverinův léčivý faktor. Dostal se do týmu s téměř neporazitelným Sluggem, kyborgy Kanem a Slaybackem. Vanessa se také později k týmu přidala poté, co získala měňavé mutantské schopnosti a říkala si „Copycat“ – „napodobitel“. Deadpool během jedné mise zabil Slaybacka, za to byl vyřazen ze „Zbraně X“ a poslán do „Hospice“ – vládního zařízení, kde nadlidští pracovníci a experimentální subjekty byli léčeni. Aniž by to ale kanadská vláda věděla, vedoucí Hospice Dr. Killebrew a jeho sadistický asistent Ajax pořádali tajně testy smrti, ve kterých se pacienti sázeli, jak dlouho který subjekt bude žít. Killerbrew Wilsona mučil všelijakými možnostmi, aby uspokojil své sadistické choutky. Wilson se spřátelil s kosmickým převtělením Smrti, a díky tomu své utrpení vydržel. Ajax po Wilsonových provokacích udělal jinému pacientovi Wormovi lobotomii, Wilson pak utekl a na příkaz Smrti Worma zabil, aby ho zbavil utrpení. Killerbrew měl ale pravidlo – každý pacient, který zabije jiného, bude popraven. Wilsonovi vyrvali srdce z těla, ale jeho touha po pomstě byla tak silná, že jeho léčivý faktor se tak moc urychlil, že se mu vytvořilo v hrudi nové srdce – přesto jeho jizvy nezmizely. Wilson postřelil Ajaxe, nechal ho zemřít a s jménem Deadpool odjel pryč s ostatními pacienty. Ve filmové sérii ztvárnil Deadpoola Ryan Reynolds.

### Havok
Havok pravým jménem Alexander „Alex“ Summers je mutant se schopností generovat a vystřelovat silné výbuchy plazmatu, ze začátku měl problém s kontrolou své schopnosti. Je mladší bratr Scotta Summerse (Cyclops) a starší bratr Gabriela Summerse (Vulcan). Stejně jako bratr Cyclops se stal členem X-Menů. Ve filmové "Begginings" trilogii hrál Havoka Lucas Till.

### Psylocke
Dr. Braddock se stal v Británii jedním z předních vědců. Zde si vzal ženu jménem Elizabeth s níž měl celkem tři děti. Nejstarší byl Jamie, dále tu byly dvojčata Elizabeth a Brian. Děti zdědily geny a superschopnosti po svém otci, nicméně v čase jejich dětství se nic zvláštního neprojevilo. Později se jeden ze sourozenců Brian, stal hrdinou známým jako Captain Britain a u Betsy se projevili její mutantské schopnosti. Jako mutant má mnohé telepatické schopnosti, čte myšlenky, komunikuje s ostatními na velkou vzdálenost, dokáže ovládat mysl druhých a dokáže v mysli jiného mutanta nebo člověka vytvořit iluze. Pomocí své mysli si dokáže vytvořit psychický meč nebo dýku.Je velmi zkušená v bojových uměních pocházejících z východu. Ve filmu X-Men: Apokalypsa ji ztvárnila herečka Olivia Munn.

## Přehled nejznámějších nepřátel X-Menů

### Magneto
Magneto, vlastním jménem Erik „Magnus“ Lensherr ovládá magnetismus a touto schopností může ohýbat železné traverzy, létat, či dokonce i vyvolávat zemětřesení na opačné straně Země. Často je nazýván jedním z nejmocnějších žijících mutantů. Je mutant čtvrtého stupně stejně jako například Wolverine nebo profesor Charles Xavier. Ještě před tím, než se projevily jeho mutantské schopnosti, byl se svými rodiči deportován do Osvětimi. Tam byl zdánlivě popraven a pohřben. Vyhrabal se ven z hromadného hrobu a uprchl z tábora. Po druhé světové válce byl ošetřovatelem v Izraeli, kde se seznámil s Charlesem Xavierem. Ten mu vysvětlil, že je mutantem. Oba dva, velcí muži, pokud by spolupracovali, dokázali by mírumilovného soužití s lidmi pravděpodobně dosáhnout. Magneto cestoval po celé Evropě, seznámil se se svojí první ženou, nějaký čas s ní žil v malé vesničce v Rusku. Během požáru ji pomocí svých schopností zachránil, ale jejich dceru už zachránit nedokázal. Manželka se od něj odvrátila jako od nějakého monstra. A tím byl jeho osud, jako jednoho z největších nepřátel lidstva, zpečetěn. 
Ve filmovém zpracování, v němž jej ztvárnil Ian McKellen, nakonec o své schopnosti přijde, když dostane injekci na potlačení genu X. Stává se z něj obyčejný starý člověk, kterému mnoho let života nezbývá, na konci filmu se ale u něho znovu projeví; ve filmech Wolverine a X-Men: Budoucí minulost se přidává ke svému starému příteli Xavierovi a jeho X-Menům, aby pomohl zvrátit genocidu mutantů započatou zabijáckými roboty Sentinely. V X-men: První třída, X-men: Apokalypsa a X-men: Dark Pheonix jej ztvárnil Michael Fassbender. 

### Mystique
Mystique, vlastním jménem Raven Darkholme. Její schopností je proměna, dokáže se proměnit v jakoukoliv osobu, či člověku podobný objekt, i když například její nápodoba adamantia (Wolverinových drápů) nedosahuje tvrdosti skutečného adamantia. Ve filmu X-Men: Poslední vzdor o své schopnosti přijde a stává se z ní člověk. Zradí Magneta a prozradí lidem Magnetův úkryt a všechny jeho plány na ovládnutí světa. V původní triologii ji hrála Rebecca Romijn a její mladší verzi ztvárnila Jennifer Lawrence. 

### Pyro
Pyro, vlastním jménem John Allerdyce, je pyrokinetikem, to znamená, že ovládá oheň. Jeho největším sokem je Iceman. Ve druhém díle filmu zradí X-Meny a přidává se k nepřátelům - na stranu Magneta, kterého ve třetím díle doprovází, ale svůj závěrečný boj s Icemanem prohraje. Ve filmech ho hrál Aaron Stanford. 

### Sabertooth
Sabertooth, vlastním jménem Victor Creed, má schopnosti jako jeho úhlavní nepřítel Wolverine, avšak nemá jeho vysouvatelné "drápy", ale obyčejné zvířecí drápy a nemá v sobě adamantium. Ačkoliv Chris Claremont považoval Sabretoothe za Wolverinova otce, nikdy se o tom za svého psaní scénářů pro komiksy v letech 1975 až 1991 nenechal znát, a většina příběhů Sabretoothe vykresluje jako Loganova bratra. V prvním x-menovském filmu jej ztvárnil bývalý wrestler Tyler Mane, který se do role vrátil ve snímku Deadpool & Wolverine. Ve filmu X-Men Origins: Wolverine ztvárnil Sabretoothe herec Liev Schreiber.

### Quicksilver
Quicksilver, vlastním jménem Pietro Maximoff, disponuje superrychlostí. Může běhat i nadzvukovou rychlostí, po hladině vody nebo po svislé stěně. Je to nevlastní syn Magneta a bratr Scarlet Witch. Nakonec se přidá na stranu dobra. I ve filmech je Pietro Erikovým synem, ale je od začátku na straně hrdinů. Hrál ho Evan Peters. 

### Scarlet Witch
Scarlet Witch, vlastním jménem Wanda Maximoff, její mutantské schopnosti se při narození spojily s magií chaosu. Dcera Magneta, sestra Quicksilvera. Stejně jako její bratr se také později přidává na stranu dobra.

### Juggernaut
Juggernaut (zvaný také Nezastavitelný), vlastním jménem Cain Marko je nevlastní bratr Charlese Xaviera. Má schopnosti nadlidské síly, odolnosti (dokáže přežít ve vakuu, dokonce dokáže vyklonit Thorovo kladivo z dráhy) a neúnavnosti (jeho tělo neprodukuje během fyzické aktivity žádné toxiny). Díky své helmě je imunní vůči telepatii. Schopnosti nezískal díky mutaci, ale díky vlivu Cyttorakova drahokamu během Války v Koreji.

### Apocalypse
Apocalypse, vlastním jménem En Sabah Nur je úplně nejstarší mutant na světě, narodil se více než před 5.000 lety ve starověkém Egyptě. Je posedlý rozpoutáváním válek a rozbrojů mezi lidmi a mutanty, protože chce zjistit, který druh bude silnější a bitvu přežije. Jeho nejzákeřnější plán byl, že kdysi unesl dvanáct úplně nejmocnějších mutantů na Zemi. Jejich schopnosti chtěl využít ke zprovoznění zvláštního stroje, který by mu propůjčil nepředstavitelně velkou moc. Jeho schopnosti jsou ohromná síla a telekineze a díky ní dokáže levitovat. Díky jediné myšlence dokáže změnit svůj vzhled.

### Toad
Pracuje pro Magneta. Umí skákat do velké výšky a ovládá akrobacii. Podobně jako žába umí natahovat svůj jazyk a jeho sliny jsou toxické. Dokáže se dlaněmi a chodidly přichytit na strop nebo stěnu.

## Česky vydané komiksy

### Sešity
- 2004 – WildC.A.T.S/X-Men: Stříbrný věk (v Crew2 #06–07), (autoři: Scott Lobdell a Jim Lee).

### Knihy
- Edice Comicsové legendy:
  - 2003 – Comicsové legendy #06: X-Men #01, (autoři: Chris Claremont, Dave Cockrum: Giant Size X-men #1 (1975), X-Men #94–103 (srpen 1975–únor 1977)).
  - 2006 – Comicsové legendy #12: X-Men #02, (autoři: Chris Claremont, John Byrne: X-Men #104–113 (duben 1977–září 1978)).
  - 2008 – Comicsové legendy #16: X-Men #03, (autoři: Chris Claremont, John Byrne: X-Men #114–124 (1978–1979)).
  - 2012 – Comicsové legendy #22: X-Men #04, (autoři: Chris Claremont, John Byrne: X-Men #125–138 (1979–1980)).
  - 2002 – Comicsové legendy #03: Wolverine #01, (autoři: Chris Claremont, John Buscema: Wolverine vol. 2 #1–8, 1988–89).
  - 2003 – Comicsové legendy #07: Wolverine #02, (autoři: Peter David, John Buscema: Wolverine vol. 2 #9–16, 1989).
  - 2005 – Comicsové legendy #10: Wolverine #03, (autoři: Archie Goodwin, John Byrne: Wolverine vol. 2 #17–23, 1989–90).
  - 2006 – Comicsové legendy #13: Wolverine #04, (autoři: Jo Duffy a různí umělci: Wolverine vol. 2 #24–30, 1990).
  - 2009 - Comicsové legendy #17: Wolverine #05, (autoři: Larry Hama, Marc Silvestri: Wolverine vol. 2 #31–37, 1990–91).
  - 2015 - Comicsové legendy #24: Wolverine #06, (autoři: Larry Hama, Marc Silvestri: Wolverine vol. 2 #38–44, 1991).

- New X-Men:
  - 2007 – New X-Men: G jako genocida, (autoři: Grant Morrison a Frank Quitely: New X-Men #114–120, 2001).
  - 2010 – New X-Men: Impérium, (autoři: Grant Morrison a Frank Quitely: New X-Men #121–126, 2002).

- X-Men: První třída:
  - 2011 – X-Men: První třída: Nejsvětlejší zítřek, (autoři: Jeff Parker a Roger Cruz: X-Men: First Class 1: Tomorrow's Brightest, 2006–07).

- Ultimate X-Men:
  - 2012 – Ultimate X-Men: Lidé zítřka (v Ultimate Spider-Man a spol. #4–7), (autoři: Mark Millar a Adam Kubert: Ultimate X-Men #1–6, 2001).
  - 2013 – Ultimate X-Men: Návrat do projektu X (v Ultimate Spider-Man a spol. #7–10), (autoři: Mark Millar a Adam Kubert: Ultimate X-Men #7–12, 2001–02).
  - 2013 – Ultimate X-Men: Gambit (v Ultimate Spider-Man a spol. #10–11), (autoři: Chuck Austen a Essad Ribic: Ultimate X-Men #13–15, 2002).
  - 2013–14 – Ultimate X-Men: Světové turné (v Ultimate Spider-Man a spol. #12–13), (autoři: Mark Millar, Chris Bachalo a Adam Kubert: Ultimate X-Men #16–19, 2002).
  - 2014 – Ultimate X-Men: Rezignace / Pekelný oheň (v Ultimate Spider-Man a spol. #14–16), (autoři: Mark Millar, Kaare Andrews a Adam Kubert: Ultimate X-Men #20–25, 2002).
  - 2014 – Ultimate X-Men: Finální boj (v Ultimate Spider-Man a spol. #17–18), (autoři: Mark Millar a Chris Bachalo: Ultimate War #1–4, 2003).
  - 2014 – Ultimate X-Men: Návrat krále (v Ultimate Spider-Man a spol. #18), (autoři: Mark Millar, Adam Kubert a David Finch: Ultimate X-Men #26, 2003).

- Astonishing X-Men:
  - 2019 – Astonishing X-Men #01: Nadaní, (autoři: Joss Whedon a John Cassaday: Astonishing X-Men Vol. 3 #1–6, 2004).
  - 2020 – Astonishing X-Men #02: Boj, (autoři: Joss Whedon a John Cassaday: Astonishing X-Men Vol. 3 #7–12, 2004–05).
  - 2020 – Astonishing X-Men #03: Rozervaní, (autoři: Joss Whedon a John Cassaday: Astonishing X-Men Vol. 3 #13–18, 2006).
  - 2021 – Astonishing X-Men #04: Nezastavitelní, (autoři: Joss Whedon a John Cassaday: Astonishing X-Men Vol. 3 #19–24, 2006–08).

- Edice Ultimátní komiksový komplet:
  - 2013 – Ultimátní komiksový komplet #2: Uncanny X-Men – Dark Phoenix, (autoři: Chris Claremont a John Byrne: Uncanny X-Men #129–137, 1979–80).
  - 2013 – Ultimátní komiksový komplet #4: Wolverine, (autoři: Chris Claremont a Frank Miller: Wolverine #1–4, 1982).
  - 2013 – Ultimátní komiksový komplet #18: New X-Men: G jako genocida, (autoři: Grant Morrison a Frank Quitely: New X-Men #114–117, 2001).
  - 2013 – Ultimátní komiksový komplet #36: Astonishing X-Men – Nadaní (autoři: Joss Whedon a John Cassaday: Astonishing X-Men vol. 3 #1–6, 2004).
  - 2014 – Ultimátní komiksový komplet #40: Astonishing X-Men – Boj (autoři: Joss Whedon a John Cassaday: Astonishing X-Men vol. 3 #7–12, 2005).
  - 2014 – Ultimátní komiksový komplet #19: New X-Men: Impérium, (autoři: Grant Morrison a Frank Quitely: New X-Men #118–126, 2002).
  - 2014 – Ultimátní komiksový komplet #23: Wolverine – Zrození, (autoři: Paul Jenkins, Andy Kubert a Richard Isanove: Wolverine: Origin #1–6, 2001–02).
  - 2014 – Ultimátní komiksový komplet #10: Wolverine – Projekt X, (autor: Barry Windsor-Smith: Marvel Comics Presents #72–84, 1991)
  - 2015 – Ultimátní komiksový komplet #56: Wolverine – Starej dobrej Logan, (autoři: Mark Millar a Steve McNiven: Wolverine (vol. 3) #66–72 a Wolverine: Giant Size Old Man Logan, 2008–09)
  - 2015 – Ultimátní komiksový komplet #114: Uncanny X-Men – Druhá generace, (autoři: Len Wein, Chris Claremont a Dave Cockrum: Giant-Size X-Men #1 a X-Men #94–103, 1975–77)
  - 2015 – Ultimátní komiksový komplet #99: X-Men – Soumrak mutantů, (autoři: Arnold Drake, Jim Steranko, Werner Roth, Don Heck, Barry Smith, Neal Adams: X-Men (vol. 1) #50–59, 1968–69)
  - 2015 – Ultimátní komiksový komplet #85: Marvel: Počátky – 60. léta, (autoři: Stan Lee a Jack Kirby: X-Men #1, 1963)
  - 2015 – Ultimátní komiksový komplet #76: X-Men – Schizma, (autoři: Jason Aaron, Kieron Gillen, Carlos Pacheco a Frank Cho: X-Men: Schism #1–5, Generation Hope #10–11 a X-Men: Regenesis #1, 2011).
  - 2016 – Ultimátní komiksový komplet #100: X-Men – Ve stínu Saurona, (autoři: Roy Thomas a Neal Adams: X-Men (vol. 1) #60–66 a Amazing Adventure #11, 1969–70)
  - 2016 – Ultimátní komiksový komplet #82: Avengers vs. X-Men, část první – (autoři: Jason Aaron, Brian M. Bendis, Ed Brubaker, Matt Fraction, Jonathan Hickman, Frank Cho a John Romita Jr.: Avengers vs. X-Men #0–4 a AVX Versus #1–2, 2012).
  - 2017 – Ultimátní komiksový komplet #83: Avengers vs. X-Men, část druhá – (autoři: Jason Aaron, Brian M. Bendis, Ed Brubaker, Matt Fraction, Jonathan Hickman, Frank Cho a John Romita Jr.: Avengers vs. X-Men #5–8 a AVX Versus #3–4, 2012).
  - 2017 – Ultimátní komiksový komplet #84: Avengers vs. X-Men, část třetí – (autoři: Jason Aaron, Brian M. Bendis, Ed Brubaker, Matt Fraction, Jonathan Hickman, Frank Cho a John Romita Jr.: Avengers vs. X-Men #9–12 a AVX Versus #5–6, 2012).

- Edice Ultimátní komiksový komplet# Nejmocnější hrdinové Marvelu (NHM):
  - NHM #012: X-Men – (autoři: Chris Claremont, Dennis Hopeless, Brent Eric Anderson, Jamie McKelvie, Mike Norton: X-Men: Season One a Marvel Graphic Novel #5, 2011, 1983).
  - NHM #018: Deadpool – (autoři: Mike Benson, Adam Glass, Rob Liefeld, Fabian Nicieza: New Mutants #98 a Deadpool: Suicide Kings #1-5, 1991, 2009)
  - NHM #61 Generation X –  (autoři: Scott Lobdell, Chris Bachalo: Generation X (Vol. 1) #1-6, 1997)
  - NHM #071: Profesor X – (autoři: John Byrne, Chris Claremont, Peter David, Fabian Nicieza, Steven Butler, Kirk Jarvinen, Andy Kubert, William Portacio, Paul Smith: Uncanny X-Men (Vol. 1) #278-280, X-Factor (Vol. 1) #69-70 a Uncanny X-Men (Vol. 1) #117, 1991, 1979)
  - NHM #072: New Mutants  –  ( autoři: Chris Claremont, Bob McLeod, Bill Sienkiewicz: New Mutants (Vol. 1) #18-21 a Marvel Graphic Novel #4, 1984)
  - NHM#085: Jean Greyová  –  (autoři: Scott Lobdell, Sean McKeever, Fabian Nicieza, Gene Ha, Andy Kubert, Mike Mayhew: X-Men Origins: Jean Grey, X-Men (Vol. 2) #30, The Adventures of Cyclops and Phoenix #1-4, 2008, 1994)
  - NHM #086: Quicksilver  –  (autoři: Joe Edkin, John Ostrander, Derec Aucoin, Pascual Ferry, Don Hillsman, Chris Renaud: Quicksilver #11-13, Heroes for Hire (Vol. 1) #15-16 a Heroes for Hire & Quicksilver Annual '98, 1997, 1998)
  - NHM #088: Cyclops  – (autoři: Stuart Moore, Brian K. Vaughan, Jesse Delperdang, Mark Texeira: Marvel Icons: Cyclops #1-4 a X-Men Origins: Cyclops, 2001)
  - NHM #101: Havok  – (autoři: Arnold Drake, Roy Thomas, Christopher Yost (Chris), Paco Diaz Luque, Don Heck (Donny), Werner Roth (Jay Gavin): X-Men: Emperor Vulcan #1-5 a X-Men (Vol. 1) #54-55, 2008)
  - NHM #102: Angel – (autoři: Arnold Drake, Ben Raab, Roy Thomas, Salvador Larroca, Werner Roth (Jay Gavin), Psylocke and Archangel: Crimson Dawn #1-4 a materiál z X-Men (Vol. 1) #54-56, 1997)
  - NHM #103: Polaris  – (autoři: Peter David, Arnold Drake, Carmine Di Giandomenico, Don Heck (Donny), Werner Roth (Jay Gavin), Jim F. Steranko: All New X-Factor #1-6 a X-Men (Vol. 1) #49-52, 2014)
  - NHM #104: Iceman – (autoři: Roberto Aguirre-Sacasa, Scott Lobdell, Pascual Ferry, Salvador Larroca, Phil Noto, Carlos Pacheco, X-Men Origins: Iceman a X-Men (Vol. 2) #66-69, 2008)
  - NHM #105: Banshee  – (autoři: Andy Kubert, Joe Madurira, Werner Roth, Scott Lobdell, Fabian Nicieza, Roy Thomas:  X-Men (Vol. 1) #28, X-Men (Vol. 2) #36–37 a Uncanny X-Men (Vol. 1) #316–317, 1966)
  - NHM #106 Storm – (autoři: Chris Claremont, Barry Windsor-Smith, Christopher Yost, Diogenes Neves: Uncanny X-Men (Vol. 1) #186, #198 a X-Men: Worlds Apart #1-4, 1984)
  - NHM #108 Colossus – (autoři: John Byrne, Chris Claremont, Ben Raab, Christopher Yost (Chris), Trevor Hairsine, Bryan Hitch: Uncanny X-Men (Vol. 1) #122-124, Colossus #1 a X-Men Origins: Colossus, 1979)
  - NHM #110 Nightcrawler - (autoři: Roberto Aguirre-Sacasa, Marc Bernardin, Adam Freeman, James Harren, Cary Nord, Darick Robertson: Nightcrawler (Vol. 3) #1-6 a X-Men Origins: Nightcrawler, 2004)
  - NHM #116 X-23 - (autoři: Craig Kyle, Christopher Yost (Chris), Billy Tan:  X-23 (Vol. 1) #1-6, 2005)
  - NHM #117 Rogue - (autoři: Chris Claremont, Howard Mackie, Christopher Golden, Walter Simonson, Mike Wieringo: Avengers (Vol. 1) Annual #10, Uncanny X-Men (Vol. 1) #171 a Rogue (Vol. 1) #1-4, 1981)
  - NHM #118 Cable - (autoři: Louise Simonson, Duane Swierczynski, Rob Liefeld, Ariel Olivetti: New Mutants (Vol. 1) #87 a Cable (Vol. 2) #1-5, 1990)
  - NHM #119 Kitty Prydeová - (autoři: Chris Claremont, John Byrne, Allen Milgrom: Uncanny X-Men (Vol. 1) #129-131 a Kitty Pryde & Wolverine #1-6, 1990)
  - NHM #120 Gambit - (autoři: Chris Claremont, Fabian Nicieza, Mike Collins, Steve Skroce:  Uncanny X-Men (Vol. 1) #266 a Gambit (Vol. 3) #1-7, 1990)

## Seriály a filmy
Existuje mnoho animovaných seriálů (Pryde of the X-men, X-Men:TAS, X-Men: Evolution, Wolverine & the X-men, Marvel Anime: X-Men a X-Men '97) a prozatím třináct hraných celovečerních filmů začínajících původní trilogií z let 2000 a 2006 (X-Men, X-Men 2 a X-Men: Poslední vzdor. Čtvrtý, X-Men Origins: Wolverine, je prequelem ke zmíněným třem a premiérově byl uveden 1. května 2009. V roce 2011 vyšel film X-Men: První třída jako prequel k X-Men Origins: Wolverine. O rok později vyšel na plátna film Wolverine, který pojednával o Loganově cestě do Japonska. Následně přibyly X-Men: Budoucí minulost a X-Men: Apokalypsa, kterých se chopil režisér prvních dvou snímků Bryan Singer, závěr wolverinské trilogie Logan a snímky X-Men: Dark Phoenix, který zakončil hlavní sérii, a spin-off Noví mutanti. Do série patří také dva filmy o Deadpoolovi, Deadpool (2016) a Deadpool 2 (2018), na něž v roce 2024 navázal film Deadpool & Wolverine od Marvel Studious. 
Kromě těchto filmů se chystala i pokračování filmu Noví Mutanti, samostatný film o Gambitovi a film o týmu postav z druhého Deadpoola, X-force. Většina těchto filmů byla zrušena po odkoupení Foxu Disneym. 

### Filmy

#### Hrané
O filmech pojednává článek X-Men (filmová série).
| Číslo | Původní název              | Český název              | Režie          | Scénář                                                      | Premiéra v USA    | Premiéra v ČR     |
| ----- | -------------------------- | ------------------------ | -------------- | ----------------------------------------------------------- | ----------------- | ----------------- |
| 1     | X-Men                      | X-Men                    | Bryan Singer   | David Hayter                                                | 14. července 2000 | 5. října 2000     |
| 2     | X2                         | X-Men 2                  | Bryan Singer   | Michael Dougherty David Hayter                              | 2. května 2003    | 1. května 2003    |
| 3     | X-Men: The Last Stand      | X-Men: Poslední vzdor    | Brett Ratner   | Simon Kinberg Zak Penn                                      | 26. května 2006   | 25. května 2006   |
| 4     | X-Men: Origins Wolverine   | X-Men: Origins Wolverine | Gavin Hood     | David Benioff Skip Woods                                    | 1. května 2009    | 30. dubna 2009    |
| 5     | X-Men: First Class         | X-Men: První třída       | Matthew Vaughn | Ashley Miller Zack Stentz Jane Goldman Matthew Vaughn       | 3. června 2011    | 2. června 2011    |
| 6     | The Wolverine              | Wolverine                | James Mangold  | Mark Bomback Scott Frank                                    | 26. července 2013 | 25. července 2013 |
| 7     | X-Men: Days of Future Past | X-Men: Budoucí minulost  | Bryan Singer   | Simon Kinberg                                               | 23. května 2014   | 22. května 2014   |
| 8     | Deadpool                   | Deadpool                 | Tim Miller     | Rhett Resse Paul Wernick                                    | 12. února 2016    | 11. února 2016    |
| 9     | X-Men: Apocalypse          | X-Men: Apokalypsa        | Bryan Singer   | Michael Dougherty                                           | 27. května 2016   | 19. května 2016   |
| 10    | Logan                      | Logan: Wolverine         | James Mangold  | Scott Frank James Manglod Michael Green                     | 3. března 2017    | 2. března 2017    |
| 11    | Deadpool 2                 | Deadpool 2               | David Leitch   | Rhett Reese Paul Wernick                                    | 17. května        | 18. května 2018   |
| 12    | Dark Phoenix               | X-Men: Dark Phoenix      | Simon Kinberg  | Simon Kinberg                                               | 7. června 2019    | 6. června 2019    |
| 13    | The New Mutants            | Noví mutanti             | Josh Boone     | Josh Boone Scott Neustadter Michael H. Weber                | 28. srpna 2020    | 27. srpna 2020    |
| 14    | Deadpool & Wolverine       | Deadpool & Wolverine     | Shawn Levy     | Ryan Reynolds Rhett Reese Paul Wernick Zeb Wells Shawn Levy | 26. července 2024 | 25. července 2024 |

#### Animované filmy
- 1989 – Pryde of the X-Men, americký animovaný televizní film
- 2010 – Astonishing X-Men: Gifted, americký animovaný film, režie Joss Whedon

### Animované seriály
- 1992–1997 – X-Men, americko-kanadský animovaný seriál
- 2000–2003 – X-Men: Začátek, americký animovaný seriál
- 2008–2009 – Wolverine a X-Meni, americký animovaný seriál
- 2011 – X-Men, japonský animovaný seriál
- 2011 – Wolverine, japonský animovaný seriál
- 2024 – X-Men '97, americký animovaný seriál

### Hrané seriály
- 2017-2019 – Legion, hraný seriál o třech řadách
- 2017-2018  –  X-men: Nová generace, hraný seriál o dvou řadách